# Petitmagny
Petitmagny település Franciaországban, Territoire de Belfort megyében. Lakosainak száma 323 fő (2022. január 1.). Petitmagny Étueffont és Grosmagny községekkel határos.

## Népesség
A település népességének változása:
| Lakosok száma | 280  | 283  | 297  | 298  | 306  | 314  | 321  | 332  | 323  |
|               | 2013 | 2015 | 2016 | 2017 | 2018 | 2019 | 2020 | 2021 | 2022 |